# Carl Henriquez
Carl Henriquez (ur. 8 sierpnia 1979 w Paradera, Aruba) – arubański sztangista startujący w kategorii +105 kg, olimpijczyk, uczestnik Letnich Igrzysk Olimpijskich 2012.
W Londynie był jedynym reprezentantem Aruby w podnoszeniu ciężarów. Otrzymał dziką kartę, ponieważ jego wyniki oscylujące w granicach 300 kilogramów w dwuboju nie pozwoliłyby na awans do igrzysk.
Podczas igrzysk w Londynie, Henriquez startował w najcięższej kategorii +105 kilogramów. Został przydzielony do grupy B, która wystartowała 7 sierpnia o godzinie 15:30 czasu lokalnego. Jako pierwszy rozpoczął swoje próby w rwaniu. Pierwszą próbę na 115 kilogramów miał udaną, następnie wyrwał sztangę ważącą 122 kilogramy, lecz ta sztuka nie udała mu się przy sztandze ważącej 127 kilogramów. Pierwszą próbę w podrzucie na 160 kilogramów miał nieudaną, następnie podrzucił sztangę ważącą 160 kilogramów. Ostatnią trzecią próbę na 171 kilogramów znów spalił. Jego wynik w dwuboju (282 kilogramy), dał mu 18. miejsce, lecz znacząco odstawał od reszty stawki (następny w klasyfikacji Kameruńczyk Frederic Fokejou Tefot uzyskał 362 kg w dwuboju, a więc 80 kilogramów więcej od Henriqueza).